# Staraja Kupawna
Staraja Kupawna (russisch Ста́рая Купа́вна) ist eine Stadt mit 21.811 Einwohnern (Stand 14. Oktober 2010) im Rajon Noginsk der Oblast Moskau, Russland. Sie liegt 23 km von der östlichen Stadtgrenze Moskaus entfernt. Die nächstgelegenen Städte sind Monino und Lossino-Petrowski.

## Geschichte
Erstmals schriftlich erwähnt wurde die Siedlung Kupawna im Jahre 1353. Im 18. Jahrhundert entstanden hier unter anderem eine Ziegelei und eine 1812 wieder aufgelöste Uhrenmanufaktur. Seit den 1930er-Jahren entstand aus dem ehemaligen Dorf eine Siedlung städtischen Typs, in der vorwiegend Arbeiter und Angestellte der nahe gelegenen, zu jener Zeit gegründeten Industriebetriebe angesiedelt wurden.
2004 erhielt die Siedlung Staraja Kupawna Stadtrechte.

### Bevölkerungsentwicklung
| Jahr | Einwohner |
| ---- | --------- |
| 1939 | 14.688    |
| 1959 | 17.906    |
| 1970 | 22.220    |
| 1979 | 24.337    |
| 1989 | 25.052    |
| 2002 | 21.433    |
| 2010 | 21.811    |

Anmerkung: Volkszählungsdaten

## Wirtschaft und Infrastruktur
Im heutigen Staraja Kupawna bestehen rund ein Dutzend kleinerer Industriebetriebe, darunter eine Textilfabrik und ein Chemiewerk.
Nahe der Stadt verläuft die Fernstraße M7 sowie die Eisenbahnstrecke von Moskau nach Nischni Nowgorod mit einem Haltepunkt.

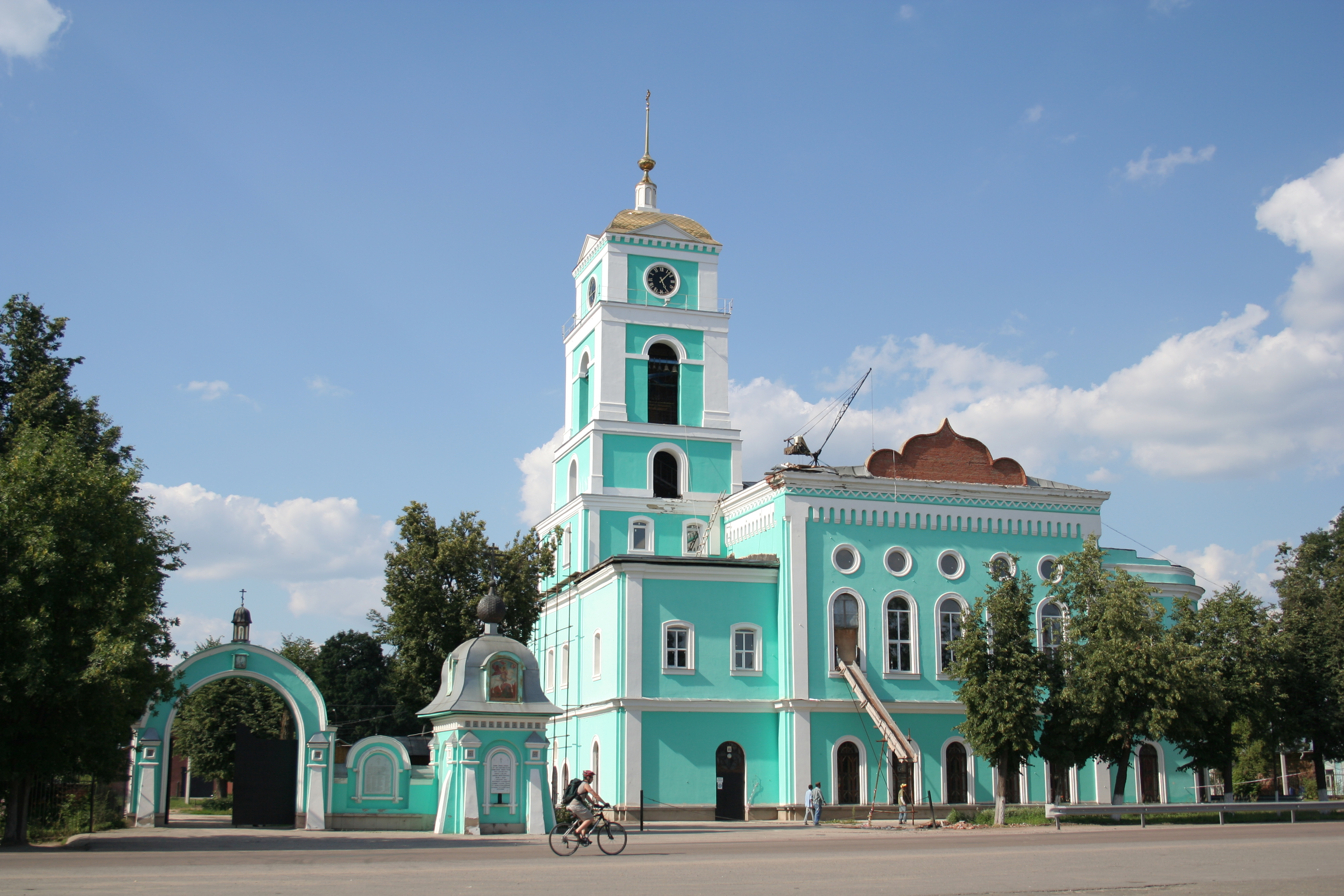
Kirche der Dreifaltigkeit
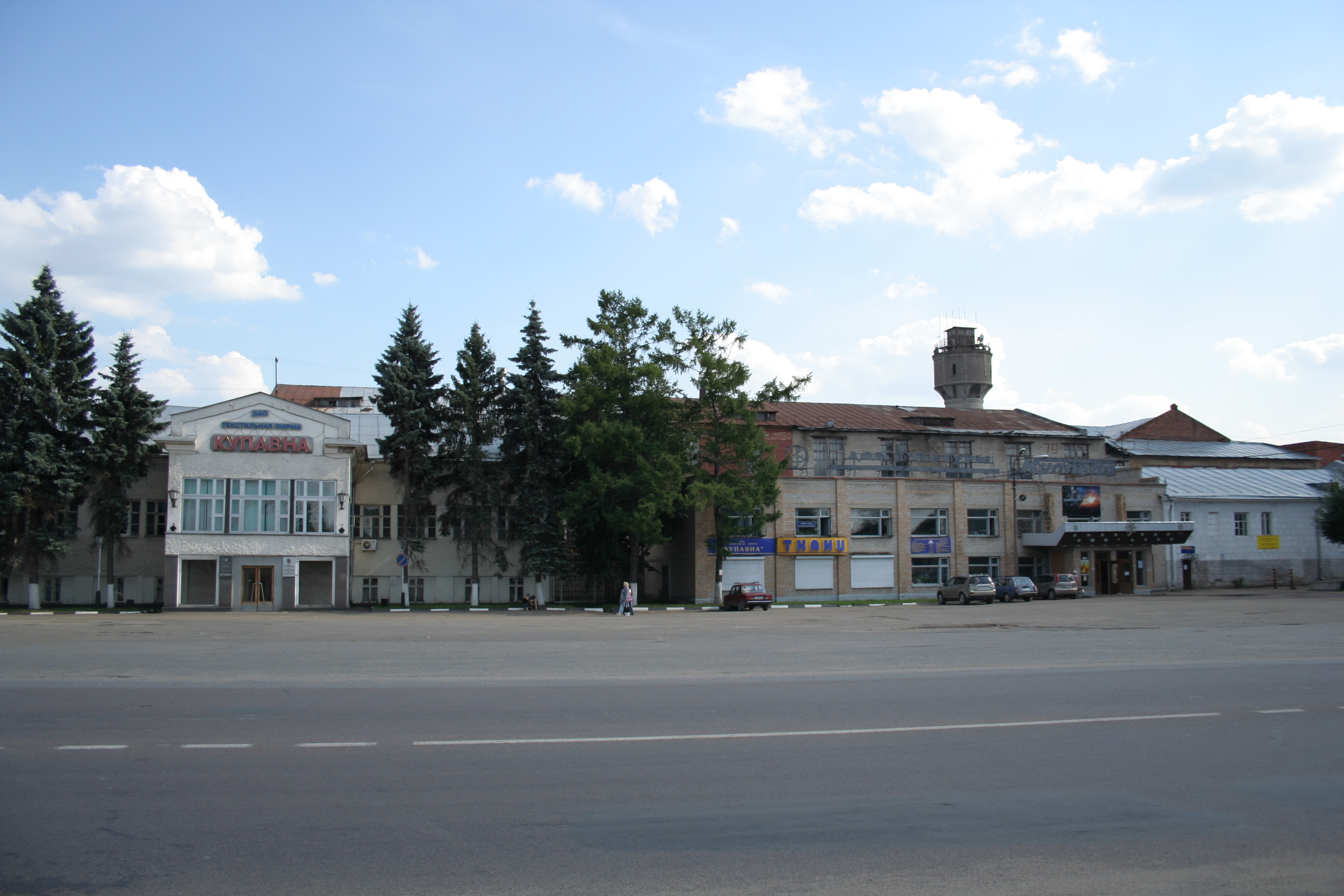
Textilfabrik in Staraja Kupawna

## Persönlichkeiten
- Wassili Archipow (1926–1998), Marineoffizier, starb in Staraja Kupawna